# Studium uwarunkowań i kierunków zagospodarowania przestrzennego

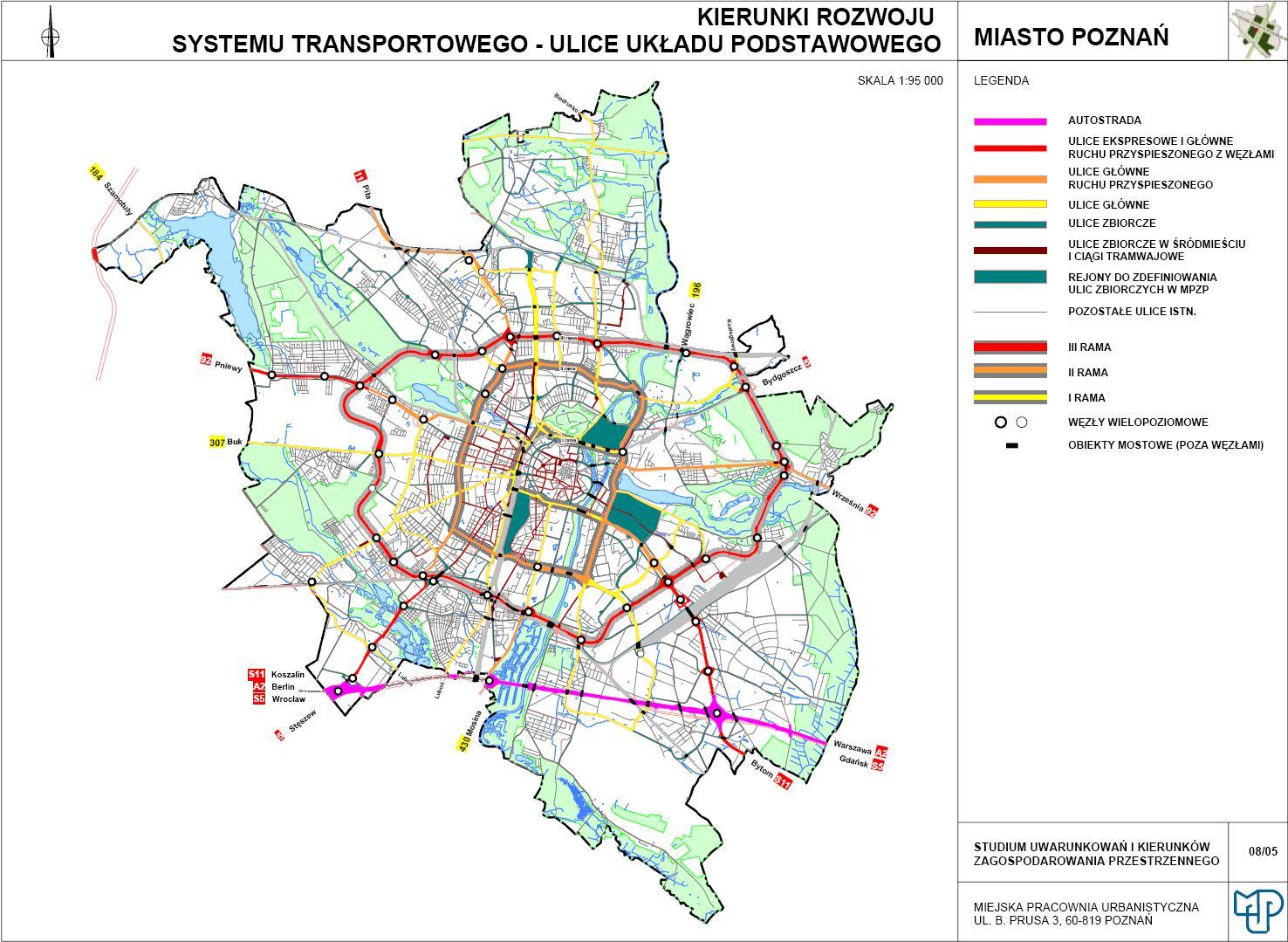
Studium uwarunkowań i kierunków zagospodarowania przestrzennego - kierunki rozwoju układu komunikacyjnego

Studium uwarunkowań i kierunków zagospodarowania przestrzennego (SUiKZP), najczęściej określane w skrócie jako studium uwarunkowań lub studium - przed 24 września 2023 r. dokument sporządzany dla całego obszaru gminy, określający w sposób ogólny politykę przestrzenną i lokalne zasady zagospodarowania. Od 24 września 2023 r. co do zasady nie uchwala się już studium, lecz plan ogólny gminy, z tym że dotychczasowe studium zachowuje moc nie dłużej niż do 30 czerwca 2026 r. i może być zmieniane.

## Funkcja i miejsce w systemie planistycznym
Pojęcie studium do systemu planistycznego wprowadziła ustawa o zagospodarowaniu przestrzennym z 1994. Studium było podstawowym dokumentem kreującym politykę przestrzenną gminy. Obok miejscowego planu zagospodarowania przestrzennego było aktem planowania przestrzennego i w systemie planistycznym zaliczane było do aktów planowania ogólnego.  Nie było aktem prawa miejscowego, a więc nie zawierało przepisów powszechnie obowiązujących i nie mogło być podstawą do wydania decyzji administracyjnych. Miało za to charakter aktu kierownictwa wewnętrznego, obowiązującego w systemie organów gminy. Wiązało wójta, burmistrza, prezydenta miasta przy sporządzaniu miejscowych planów zagospodarowania przestrzennego i służyło koordynacji ustaleń tych planów. 
Wśród funkcji zadań studium wymieniane było również ukazanie gospodarczych i przestrzennych perspektyw rozwoju (swego rodzaju funkcja promocyjna).

## Treść i forma studium
Przedmiotem studium były treści:
- związane ze stanem istniejącym, czyli diagnoza aktualnej sytuacji społeczno–gospodarczej gminy i uwarunkowań jej rozwoju dająca rozpoznanie obiektywnych okoliczności rozwoju,
- określające kierunki rozwoju przestrzennego i zasady polityki przestrzennej, czyli podstawowe reguły działania w przestrzeni przyjęte przez samorządy lokalne.

### Budowa studium
Studium składało się z następujących elementów:
1. Część określająca uwarunkowania (w formie tekstowej i graficznej),
2. Część tekstowa zawierająca ustalenia określające kierunki zagospodarowania przestrzennego gminy,
3. Rysunek studium, przedstawiający w formie graficznej ustalenia z pkt. 2,
4. Uzasadnienie zawierające objaśnienia przyjętych rozwiązań oraz syntezę ustaleń projektu studium.

Wymagana zawartość studium, z podziałem na uwarunkowania (uwzględniane) i kierunki (określane):
| Uwarunkowania | Kierunki |
| --- | --- |
| Uwzględniało się uwarunkowania wynikające z: - dotychczasowego przeznaczenia, zagospodarowania i uzbrojenia terenu; - stanu: - ładu przestrzennego i wymogów jego ochrony; - środowiska, w tym rolniczej i leśnej przestrzeni produkcyjnej, wielkości i jakości zasobów wodnych oraz wymogów ochrony środowiska, przyrody i krajobrazu kulturowego; - dziedzictwa kulturowego i zabytków oraz dóbr kultury współczesnej; - systemów komunikacji i infrastruktury technicznej, w tym stopnia uporządkowania gospodarki wodno-ściekowej, energetycznej oraz gospodarki odpadami; - warunków i jakości życia mieszkańców, w tym ochrony ich zdrowia; - zagrożenia bezpieczeństwa ludności i jej mienia; - potrzeb i możliwości rozwoju gminy; - stanu prawnego gruntów; - występowania: - obiektów i terenów chronionych na podstawie przepisów odrębnych; - obszarów naturalnych zagrożeń geologicznych; - udokumentowanych złóż kopalin oraz zasobów wód podziemnych; - terenów górniczych wyznaczonych na podstawie przepisów odrębnych; - zadań służących realizacji ponadlokalnych celów publicznych; - wymagań dotyczących ochrony przeciwpowodziowej. | Określało się: - kierunki: - zmian w strukturze przestrzennej gminy oraz w przeznaczeniu terenów; - rozwoju systemów komunikacji i infrastruktury technicznej; - kierunki i wskaźniki dotyczące zagospodarowania oraz użytkowania terenów, w tym tereny wyłączone spod zabudowy; - kierunki i zasady kształtowania rolniczej i leśnej przestrzeni produkcyjnej; - obszary oraz zasady ochrony: - środowiska i jego zasobów, przyrody, krajobrazu kulturowego i uzdrowisk; - dziedzictwa kulturowego i zabytków oraz dóbr kultury współczesnej; - obszary, na których rozmieszczone miały być inwestycje celu publicznego o znaczeniu lokalnym i ponadlokalnym; - obszary rozmieszczenia obiektów handlowych o powierzchni sprzedaży powyżej 2000 m² oraz obszary przestrzeni publicznej; - obszary, dla których: - gmina zamierzała sporządzić plan miejscowy w tym wymagające zmiany przeznaczenia gruntów rolnych i leśnych na cele nierolnicze i nieleśne; - obowiązkowe było sporządzenie planu miejscowego na podstawie przepisów odrębnych, w tym wymagające przeprowadzenia scaleń i podziału nieruchomości - obszary szczególnego zagrożenia powodzią oraz obszary osuwania się mas ziemnych; - obiekty lub obszary, dla których wyznacza się w złożu kopaliny filar ochronny; - obszary pomników zagłady i ich stref ochronnych oraz obowiązujące na nich ograniczenia prowadzenia działalności gospodarczej; - obszary wymagające przekształceń, rehabilitacji lub rekultywacji; - granice terenów zamkniętych i ich stref ochronnych; - inne obszary problemowe, w zależności od uwarunkowań i potrzeb zagospodarowania występujących w gminie; - obszary, na których rozmieszczone miały być urządzenia wytwarzające energię z odnawialnych źródeł, o mocy przekraczającej 100 kW oraz ich strefy ochronne. |

### Rysunek studium
Poza ustaleniami dotyczącymi kierunków zagospodarowania gminy, rysunek studium zawierał także wiele elementów o charakterze informacyjnym, m.in. granice obszarów i obiekty chronione na podstawie przepisów odrębnych. Nie było określonych standardów zapisu ustaleń na rysunku, jednak stosowane oznaczenia i symbole powinny były umożliwiać porównanie ustaleń studium z projektem planu miejscowego.
Przy sporządzaniu studium mogły być wykorzystywane mapy zasadnicze, katastralne, ortofotomapy itd. Sam rysunek sporządzany był w skali od 1:5000 do 1:25000 na mapie topograficznej.
Technika wykonania rysunków w poszczególnych gminach mogła się znacznie różnić, zwłaszcza poziomem szczegółowości (od przypominających MPZP i wskazujących dokładnie przeznaczenie terenu, do bardzo ogólnych posługujących się wskaźnikami). Utrudniało to ich porównywanie. Wiele gmin dzieliło ustalenia tematycznie (infrastruktura techniczna, transport, środowisko, mieszkalnictwo itd.) i sporządzało rysunki dla poszczególnych zagadnień.

## Tryb opracowania i uchwalenia
1. Uchwała rady gminy o przystąpieniu do sporządzania studium.
2. Czynności wójta (burmistrza, prezydenta miasta):
  - ogłoszenie o uchwale (w prasie, w obwieszczeniu, w sposób zwyczajowo przyjęty na danym obszarze),
  - ustanowienie co najmniej 21-dniowego terminu na składanie wniosków dotyczących studium,
  - pisemne zawiadomienie organów doradczo-opiniodawczych,
  - sporządzenie projektu z jednoczesnym rozpatrzeniem złożonych wniosków,
  - zaopiniowanie projektu przez właściwą komisję architektoniczno-urbanistyczną,
  - uzgodnienie projektu z zarządem województwa,
  - uzgodnienie projektu z wojewodą,
  - zaopiniowanie projektu przez:
    - starostę powiatowego,
    - gminy sąsiadujące,
    - wojewódzkiego konserwatora zabytków,
    - wojewódzkiego inspektora sanitarnego,
    - regionalnego dyrektora ochrony środowiska,
    - inne właściwe organy (m.in. wojska, ochrony granic, bezpieczeństwa państwa, nadzoru górniczego, administracji geologicznej)

  - wniesienie ewentualnych poprawek;
  - ogłoszenie o wyłożeniu projektu (co najmniej 7 dni przed wyłożeniem);
  - wyłożenie projektu (na co najmniej 21 dni) i dyskusja publiczna o projekcie;
  - ustanowienie co najmniej 21-dniowego terminu do wnoszenia uwag;
  - przedstawienie radzie gminy projektu studium wraz z listą nieuwzględnionych uwag.
3. Uchwała rady gminy w przedmiocie przyjęcia studium.
4. Wójt (burmistrz, prezydent miasta) przekazuje uchwałę z załącznikami i dokumentami do oceny zgodności z przepisami prawa właściwemu wojewodzie.

Dokument przyjmowany był uchwałą rady gminy, przy czym zarówno tekst, jak rysunek studium stanowiły załączniki do tej uchwały (w przeciwieństwie do planu miejscowego, którego tekst jest treścią uchwały).
Każda zmiana studium odbywała się w takim trybie, w jakim jest ono uchwalane (tak samo jak w przypadku planu miejscowego). W przypadku uzupełnienia studium o pojedyncze ustalenia, efektem był ujednolicony tekst i rysunek, z wyróżnieniem zmian.
Od listopada 2008 roku dla studium uwarunkowań i kierunków zagospodarowania przestrzennego gminy konieczne było również przeprowadzenie, równolegle do procedury planistycznej, strategicznej oceny oddziaływania na środowisko. Procedura ta wiąże się między innymi z opracowaniem prognozy oddziaływania na środowisko.